# Geolycosa sangilia
Geolycosa sangilia är en spindelart som först beskrevs av Roewer 1955.  Geolycosa sangilia ingår i släktet Geolycosa och familjen vargspindlar.
Artens utbredningsområde är Colombia. Inga underarter finns listade i Catalogue of Life.